# NGC 2586
NGC 2586 je trostruka zvijezda u zviježđu Vodenoj zmiji.

## Vanjske poveznice
- SEDS: NGC 2586